# Супириор (Небраска)
Супириор (енгл. Superior) град је у америчкој савезној држави Небраска.

## Демографија
По попису из 2010. године број становника је 1.957, што је 98 (-4,8%) становника мање него 2000. године.
| Група             | 2000.         | 2010.         |
| Белци             | 2.022 (98,4%) | 1.873 (95,7%) |
| Афроамериканци    | 1 (0,0%)      | 3 (0,2%)      |
| Азијати           | 5 (0,2%)      | 6 (0,3%)      |
| Хиспаноамериканци | 21 (1,0%)     | 40 (2,0%)     |
| Укупно            | 2.055         | 1.957         |